# Красная Поляна (Ипатовский городской округ)
Кра́сная Поля́на — село в Ипатовском районе (городском округе) Ставропольского края Российской Федерации.

## Варианты названия
- Красная поляна,
- Краснополинский[2].

## География
Расстояние до краевого центра — 88 км. Расстояние до районного центра — 65 км.

## История
Село образовано в 1927 году.
18 июня 1954 года Подлесненский и Краснополянский сельсоветы объединены в Подлесненский сельсовет.
До 1 мая 2017 года село входило в упразднённый  Леснодачненский сельсовет.

## Население
| 1989 | 2002 | 2010 | 2014 | 2023 |
| ---- | ---- | ---- | ---- | ---- |
| 550  | ↗654 | ↘585 | ↗600 | ↘506 |

По данным переписи 2002 года, 92 % населения — русские.

## Инфраструктура
- Детский сад № 11 «Алёнушка»
- Средняя общеобразовательная школа № 20
- Фельдшерско-акушерский пункт[11]
- СХП «Урожайное». Образовано 26 декабря 2001 года[12].
- В селе 5 улиц — Гагарина, Ленина, Механизаторов, Мира и Молодёжная[13].
- В 300 м к югу от населённого пункта расположено общественное открытое кладбище площадью 11 тыс. м²[14].